# Miezerik

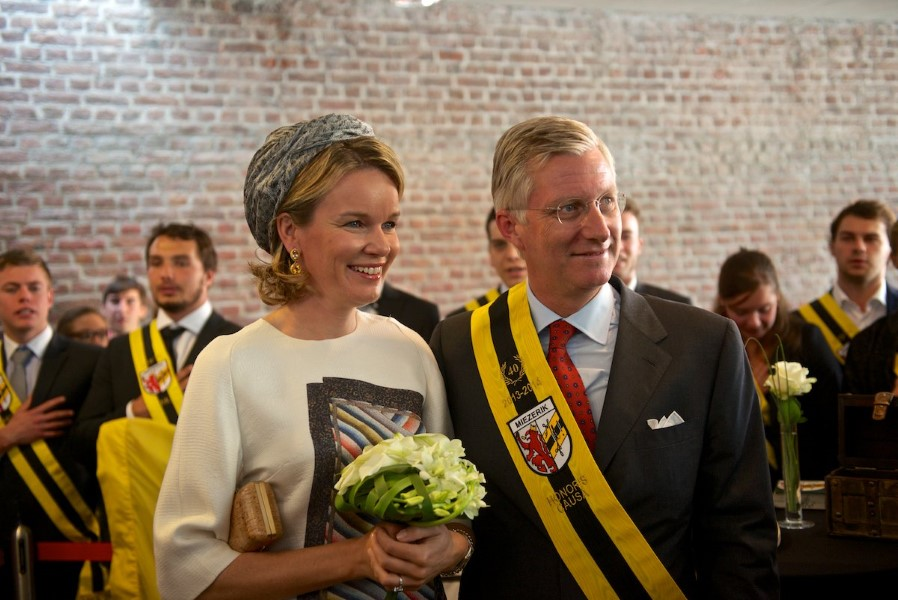
Koning Filip van België werd op 24 september 2013 Honoris Causa van Miezerik

Miezerik is een Vlaamse studentenvereniging die zich richt op de studenten van de bacheloropleiding Geneeskunde aan de Universiteit Hasselt.

## Geschiedenis
Miezerik is opgericht in 1973, samen met de universiteit zelf, het toenmalige Limburgs Universitair Centrum (LUC). Miezerik is aldus de oudste studentenvereniging van de universiteit. Miezerik ontleent haar naam aan de gelijknamige beek die doorheen Diepenbeek stroomt en vlak bij de universitaire campus in de rivier de Demer uitmondt.
Oorspronkelijk was het de overkoepelende studentenvereniging van alle studenten in Diepenbeek. Later, met het ontstaan van de verschillende faculteiten aan de universiteit, zijn er ook bijkomende studentenverenigingen ontstaan.